# RapidShare
Rapidshare è stato un servizio internet svizzero di file sharing, sia gratuito che a pagamento, che permetteva di caricare i propri file su internet.

## Storia
Fondato da Christian Schmid e avviato in rete nel 2002, il sito ha avuto due domini con estensioni differenti. L'estensione .de è stata utilizzata fino al 2005 e successivamente il sito è stato convertito con l'attuale estensione .com, sebbene nei rispettivi siti venga specificato che si tratta di entità del tutto diverse.
Rapidshare.de è il sito originale e ha sede a Cham in Svizzera.
Il 20 ottobre 2005 RapidShare affermò che tutti gli hard disk del loro sito erano al momento saturi, circostanza che portò la società a creare un nuovo sito, Rapidshare.com, con l'intenzione di trasferire l'utenza dal primo al secondo dominio.
Rapidshare, come altri siti di File Hosting divideva l'utenza in Free Users e Premium Users. Quando si avviava il download di un file, la pagina informava che i Free Users dovevano attendere alcuni secondi (variabili in base alla dimensione del file da scaricare) prima di poter avviare il download. Molte volte accadeva però che anche dopo l'attesa si ripresentasse nuovamente lo stesso messaggio, che costringeva ad aspettare nuovamente altri due minuti. Questa era solo una delle limitazioni per gli utenti che utilizzavano il servizio gratuito offerto da Rapidshare; un'altra era ad esempio il limite di 10 download per i file caricati da un utente non registrato.
Il 3 giugno 2008 RapidShare ha rinnovato la grafica del suo sito e, da quel giorno, gli utenti premium potevano scaricare fino a 50 GB ogni 5 giorni, raddoppiando la soglia precedente.
Il 26 giugno 2008 il limite è cambiato a 10 GB al giorno, mentre da quel momento ogni indirizzo IP poteva scaricare un solo file per volta.
Il 2 luglio 2008, il limite di download è stato cambiato ancora, e gli utenti che non raggiungevano la soglia di 10 GB al giorno potevano utilizzarla anche il giorno seguente.
Il 17 febbraio 2012 il limite di download per gli utenti free è stato abbassato bruscamente ai 30kb/s. Lo staff del sito si è giustificato dicendo che in questo modo gli abusi dei loro servizi sarebbero diminuiti in modo significativo; a partire da agosto 2012, tale restrizione è stata eliminata.
Dal mese di ottobre 2012, gli utenti potevano scaricare gratuitamente come utenti premium (nessun limite di velocità).
Il 27 novembre 2012 sono stati aggiornati sito e servizio, introducendo limiti di traffico per account. Si aveva quindi 1 GB al giorno di traffico per gli account free e 50 GB per gli account pro.
A maggio 2013, 45 dipendenti dei circa 60 incorporati sono stati licenziati per far cercar di far quadrare i conti in netto negativo. Il CEO Kurt Sidler lascia RapidShare per motivi sconosciuti nel gennaio 2014.
RapidShare ha chiuso il giorno 31 marzo 2015, eliminando tutti i dati degli account registrati ed i file caricati da essi.